# Hugo Alconada Mon
Hugo Alconada Mon (La Plata, 15 de junio de 1974) es un abogado, autor y periodista de investigación argentino. Es prosecretario de Redacción en La Nación.

## Formación académica
Alconada Mon es abogado graduado en la Universidad Nacional de La Plata. Tiene una Maestría en Artes Liberales de la Universidad de Navarra. Es Profesor visitante en la Universidad Austral,  en la Universidad de Misuri y en la Universidad de Columbia. Además, es Becario de la Universidad Stanford y Eisenhower Fellowships.

## Trayectoria
Trabajó en el diario El Día y, desde 2002, en La Nación.
Ayudó a fundar una red de reporteros de investigación latinoamericanos (REPI) y expuso a la empresa Odebrecht, que obtuvo contratos y un trato favorable en varios países
Conduce un programa televisivo en La Nación +, con entrevistas a emprendedores, bajo el título de 99 por ciento.

## Libros
- Los secretos de la valija: del caso Antonini Wilson a la petrodiplomacia de Hugo Chávez. Planeta (2009) ISBN 9504921256 -10 ISBN 978-9504921257 -13
- Las coimas del gigante alemán: la historia secreta de Siemens, los DNI y los gobiernos argentinos hasta los Kirchner. Planeta (2011) ISBN 9789504926412
- Boudou-Ciccone y la máquina de hacer billetes. Planeta (2013) ISBN 978-950-49-3158-4
- La piñata. El ABC de la corrupción, de la burguesía nacional kirchnerista y del "capitalismo de amigos". Planeta (2015) ISBN 9789504947851
- La raíz (de todos los males). Cómo el poder montó un sistema para la corrupción y la impunidad en la Argentina. Planeta (2018) ISBN 9789504963851
- La ciudad de las ranas (Novela). Planeta (2022) ISBN 9789504978169
- La cacería de hierro (Novela). Planeta (2024) ISBN 9789504987369

## Premios
Forma parte del Consorcio Internacional de Periodistas de Investigación, que ganó un Premio Pulitzer por la investigación Panama Papers; de Periodismo en Profundidad de la Sociedad Interamericana de Prensa (SIP, 2017) y George Polk Award (2018).
Por las investigaciones Panama Papers y Paradise Papers, obtuvo otros reconocimientos:
- Premios Adepa (2000 y 2012)[4]
- “Pedro Joaquín Chamorro” (Sociedad Interamericana de Prensa, 2009).[4]
- Grupo de Diarios de América (GDA, 2012)[4]
- Cruz del Sur (2013)[4]
- Transparencia Internacional -IPYS a la mejor investigación periodística en América Latina (2011 y 2014; menciones de honor 2009, 2010, 2013 y 2016).[4]
- Recibió el diploma a la trayectoria y el compromiso social de la Cámara de Diputados de la Nación (2014)[4]
- Fue finalista del “Daniel Pearl Award” a una de las mejores cinco investigaciones del mundo del bienio 2008-2009[4]
- Premio FOPEA por el mejor libro de investigación periodística (2015) y por periodismo de investigación nacional (2016)[4]
- Premio Santa Clara de Asís (2017)[4]
- YMCA (2017)[4]
- Premio Konex (2017)[5]
- Premio Maria Moors Cabot (2018)[6]